# 나가호리촌
나가호리촌(長堀村)은 니가타현 미나미칸바라군에 설치되었던 촌이다. 현재의 산조시에 해당한다.